# Kolobar
Kolobar (Bulgaars: Колобър) is een dorp in het noordoosten van Bulgarije. Het dorp is gelegen in de gemeente Doelovo in de oblast Silistra. Het dorp ligt ongeveer 38 km ten zuiden van Silistra en 335 km ten noordoosten van de Bulgaarse hoofdstad Sofia.

## Geschiedenis
Tot 1942 heette het dorp ‘Beilerkoy’ (Бейлеркьой). De plaatsnaam omgedoopt tot Kolobar, bij ministerieel besluit 2191, afgekondigd op 21 december 1942.
Onder het Vredesverdrag van Boekarest van 1913 bleef het dorp op Roemeens grondgebied. Het werd teruggegeven aan Bulgarije onder het Verdrag van Craiova van 1940.

## Bevolking
In de laatste officiële cijfers van het Nationaal Statistisch Instituut van Bulgarije woonden er 481 personen in het dorp. In de periode 1985-1989 vertrokken veel inwoners naar Turkije, als gevolg van de bulgariseringscampagnes van het communistisch regime, waarbij het Bulgaarse Turken verboden werd om hun moedertaal te spreken en hun religie vrij uit te oefenen.
|  |

In het dorp wonen uitsluitend etnische Turken. 
| Etnische samenstelling van de respondenten (2011) | Etnische samenstelling van de respondenten (2011) | Etnische samenstelling van de respondenten (2011) | Etnische samenstelling van de respondenten (2011) | Etnische samenstelling van de respondenten (2011) |
| ------------------------------------------------- | ------------------------------------------------- | ------------------------------------------------- | ------------------------------------------------- | ------------------------------------------------- |
|                                                   |                                                   |                                                   |                                                   |                                                   |
| Bulgaren                                          | Bulgaren                                          |                                                   | 0,0%                                              | 0,0%                                              |
| Turken                                            | Turken                                            |                                                   | 100,0%                                            | 100,0%                                            |
| Roma                                              | Roma                                              |                                                   | 0,0%                                              | 0,0%                                              |
| Anders/Onbekend                                   | Anders/Onbekend                                   |                                                   | 0,0%                                              | 0,0%                                              |